# سوزان الفارس
سوزان الفارس (26 أبريل 1977 -)، ممثلة ومخرجة كويتية. بدأت من خلال الإخراج في تلفزيون الكويت، لكن شركة سكوب سنتر نقلتها إلى التمثيل وذلك في مسلسل لعبة الأيام في عام 2007، برزت بأدوار الشر لكنها لم تستمر بالتمثيل خصوصًا بعد توقف سكوب سنتر عن الإنتاج.

## أعمالها

### في التلفزيون
- لعبة الأيام.
- عزف الدموع.
- دار الهوا.
- صوتك وصل.
- عمك أصمخ.
- الشمس تشرق مرتين.
- الرهينة.

### إخراج
- مسرحية قصر الرعب كمساعد مخرج.[1]
- برنامج بيتك.

## روابط خارجية
- سوزان الفارس على موقع قاعدة بيانات الأفلام العربية